# Яни Читаков
Яни Атанасов (Анастасов) Читаков е български революционер, деец на Вътрешната македоно-одринска революционна организация.

## Биография
Яни Читаков е роден през 1879 година в Лозенград. В 1897 година завършва с дванадесетия випуск Солунската българска мъжка гимназия. Занимава се с учителстване, а през 1899 година оглавява лозенградския околийски комитет на ВМОРО. През 1900 година след разкритията на Керемидчиоглувата афера е арестуван и заточен в Паяс кале. Получава амнистия през 1907 година.
Тъй като не може да бъде вече учител, започва работа като секретар на българската митрополия. През февруари 1908 година е арестуван, а къщата му и митрополията – обискирани. Според „Одрински глас“ единствената причина за повторното му арестуване е, че Читаков отказва да емигрира в България след амнистията и остава в Лозенград. В Одрин е осъден на 15 години затвор, но е амнистиран след Младотурската революция от юли 1908 година.